# Myoporum platycarpum
Myoporum platycarpum är en flenörtsväxtart. Myoporum platycarpum ingår i släktet Myoporum och familjen flenörtsväxter.

## Underarter
Arten delas in i följande underarter:
- M. p. perbellum
- M. p. platycarpum